# Peaky Blinders (tv-serie)
Peaky Blinders er en britisk TV-serie (kriminaldrama), der er løseligt baseret på historien om den kriminelle bande Peaky Blinders fra Birmingham i England. Seriens handling foregår i tiden efter 1. verdenskrig.
Serien er skabt af Steven Knight og produceret af Caryn Mandabach Productions og Tiger Aspect Productions. Seriens hovedrolle spilles af Cillian Murphy, der spiller lederen af banden Peaky Blinders, Thomas Shelby.
Første sæson havde premiere på BBC Two den 13. september 2013 og indeholdt seks episoder. Anden sæson havde premiere den 2. oktober 2014 og indeholdt ligeledes seks episoder. Tredje sæson havde premiere den 5. maj 2016. Den amerikanske streamingtjeneste Netflix viser ligeledes serien. Serien kan også ses i Danmark på streamingtjenesten C More.

## Handling
Peaky Blinders er en episk drama om en gangsterfamilie i  Birmingham i England i 1919, kort efter afslutningen af  1. verdenskrig. Historien er centreret om banden The Peaky Blinders og deres ambitiøse og koldblodige leder Tommy Shelby (spillet af Cillian Murphy). Banden kommer i søgelyset hos Chief Inspector Chester Campbell (spillet af Sam Neill), en  detektiv ved  Royal Irish Constabulary, der er sent til Birmingham fra Belfast, hvor han tidligere har ryddet op i byen og bekæmpet  IRA, bander og andre kriminelle. Winston Churchill (spillet af Andy Nyman i sæson 1 og Richard McCabe i sæson  2) pålægger ham at undertrykke uro og et begyndende oprør i Birmingham og at finde en stjålen ladning våben.
Sæson 2 foregår to år senere end handlingen i første sæson. I anden sæson udvider Shelby-familien deres imperium mod nord og mod syd til London Sæson 2 begynder i 1921 og slutter med et klimaks ved det store hestevæddeløb Epsom Derby på Epsom Downs Racecourse i juni 1922.
Sæson 3 har henlagt handlingen til 1924. En del af handlingen viser Shelby-familiens involvering i et komplot, der involverer eksil-russere i deres kamp mod bolsjevikkerne i Sovjetunionen.

## Medvirkende

### Skuespillere (udvalg)
- Cillian Murphy som Tommy Shelby. Leder af The Peaky Blinders og bror til  Arthur, John, Ada og Finn Shelby.
- Sam Neill som C.I., senere Major, Chester Campbell; en irsk major i politiet.
- Helen McCrory som Aunt Polly (Elizabeth)[11] Gray, født Shelby, tante til  Tommy og brødrene, kassemester i The Peaky Blinders. Har fået tvangsfjernet to børn, men bliver i sæson 2 genforenet med sønnen Michael.
- Tom Hardy som Alfie Solomons; leder af den jødiske bande i Camden Town (sæson 2)
- Noah Taylor som Derby Sabini (sæson 2)
- Paul Anderson som Arthur Shelby; den ældste af Shelby-brødrene.
- Iddo Goldberg som Freddie Thorne (sæson 1); en kommunist og agitator. Får barn med Ana Shelby.
- Annabelle Wallis som Grace Burgess; en  an agent, der i det skjulte arbejder for Chester Campbell.
- Sophie Rundle som Ada Thorne, født Shelby; søster til Shelby-brødrene. Ada er ikke involveret i Peaky Blinders.
- Joe Cole som John Shelby, den tredjeyngste Shelby.
- Aimee-Ffion Edwards som Esme Shelby, født Lee, John Shelbys hustru..
- Finn Cole som Michael Gray, (sæson 2) Polly Grays biologiske søn.
- Natasha O'Keeffe som Lizzie Starke, en tidligere prostitueret, der arbejder for Tommy som sekretær.
- Ned Dennehy som Charlie Strong
- Andy Nyman som Winston Churchill (sæson 1)
- Richard McCabe som Winston Churchill (sæson 2)
- David Dawson som Roberts (sæson 1)
- Charlie Creed-Miles som Billy Kimber (sæson 1)
- Paddy Considine som Father John Hughes (sæson 3)
- Alexander Siddig som Ruben Oliver (sæson 3)
- Alfie Evans-Meese som Finn Shelby (series 1)
- Harry Kirton som Finn Shelby (sæson 2)

### Produktion
Idé og skabelseSteven Knight
ManuskriptSteven Knight, David Leland, Stephen Russell and Toby Finlay.
InstruktionOtto Bathurst
ProducerKatie Swinden.

## Optagelser
Serien er filmet i Birmingham, Bradford, Dudley, Leeds og  Liverpool. Scener med togdrift er filmet mellem Keighley og Damems med brug af vogne fra The Ingrow Museum of Rail Travel og af The Lancashire and Yorkshire Railway Trust.

## Soundtrack
På trods af at serien udspiller sig i tiden efter 1. verdenskrig, er anvendt nutidig musik som et væsentligt element i serien. Seriens åbningstema er "Red Right Hand" af Nick Cave & The Bad Seeds, og flere andre af Nick Caves kompositioner indgår i soundtracket tillige med musik af bl.a. The White Stripes, PJ Harvey,  Arctic Monkeys, Tom Waits og Black Rebel Motorcycle Club.

## Priser
Tv-serien er blevet nomineret til flere priser og har bl.a.  modtaget en BAFTA Award i 2014 for Television Craft Award og i 2018 for Best Drama Series.
Serien modtog endvidere i 2016 prisen Best British TV Drama Writing ved British Screenwriters' Awards 2016.